# Língua o'odham
A língua o'odham, também conhecida como Pápago-Pima, é uma Língua Uto-Asteca da subfamília Tepiman falada no sul do Arizona, EUA, e no norte de Sonora, México, pelos povos Tohono O'odham (chamados formalmente de Pápagos) e Akimel O'odham (tradicionalmente conhecidos como Pimas). No ano 2000, haviam aproximadamente 11000 falantes nos EUA e México juntos. É reconhecida como língua definitivamente em risco pela UNESCO.
Os nomes nativos para a língua variam dependendo do dialeto e da ortografia, mas incluem: ʼOʼodham ha-ñeʼokĭ, ʼOʼodham ñiʼokĭ, Oʼodham ñiok.

## Etimologia
O nome o'odham é um endônimo usado para se referir à comunidade O'dham e à sua língua. A tradução direta para a palavra é "O povo". Os o'odham eram chamados pelos Apaches de Sáíkiné (pessoas da casa de areia) ou Ketl'ah izláhé (pessoas da corda sob seus pés), por conta das sandálias que usavam. Posteriormente, colonizadores espanhóis e americanos passaram a chamá-los Pápagos ou Pimas, a depender da região em que habitavam.
Já os dialetos e, consequentemente, os povos que os falam, são os seguintes:

### Tohono O'odham
- Endônimo (Tohono O'odham):
  - Significa, no idioma nativo, povo do deserto.[6][7]
- Exônimo (Pápago):
  - Os Pima (Akimel O'odham) chamavam-nos de Ba꞉bawĭkoʼa, traduzida como "comedores de feijão tepary". Essa palavra era pronunciada "Pápago" pelos espanhóis e, depois, foi adotada por falantes de inglês.[6][7][8]

### Akimel O'odham
- Endônimo (Akimel O'odham):
  - Significa, no idioma nativo, povo do rio.[9]
- Exônimo (Pima):
  - Acredita-se que o nome "Pima" veio da frase pi 'añi mac ou pi mac, traduzida como "não sei", a qual eles repetidamente usaram nos seus primeiros encontros com os colonizadores espanhóis. Assim, estes se referiram àqueles como Pimas, termo que foi adotado depois por falantes de inglês (comerciantes, exploradores e colonos).[10]

### Hia C-ed Oʼodham
- Endônimo (Hia C-ed Oʼodham)
  - Significa, no idioma nativo, povo das dunas de areia.[8][10][11]

## Distribuição

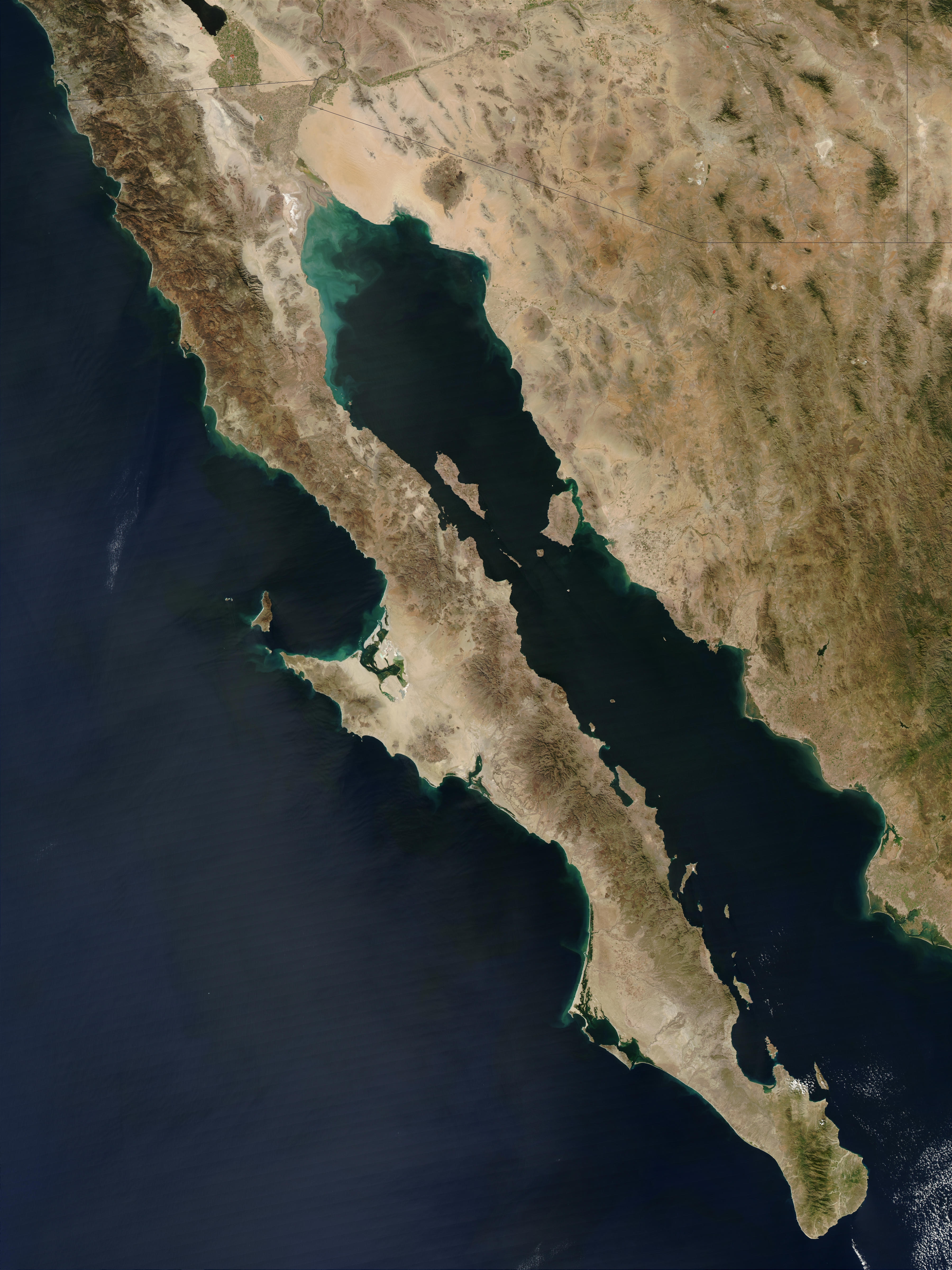
Mapa da região do Golfo da Califórnia

A língua o'odham é falada entre os povos o'odham, que vivem na fronteira entre EUA e México, mais especificamente, entre os estados do Arizona e Sonora numa região próxima à margem nordeste do Golfo da Califórnia. No deserto de Sonora, no centro sul do Arizona, encontra-se a reserva indígena da Nação Tohono O'odham (Tohono O'odham Nation), que tem a língua o'odham como idioma oficial. Contudo, grande parte dos moradores também fala inglês ou espanhol.
A maioria dos falantes vive na reserva de Tohono O'odham. Contudo, também há falantes nas reservas de São Xavier (San Xavier), Gila Bend e 'Akĭ Ciñ; em algumas cidades vizinhas como Phoenix e Tucson; e no México. O o'odham era, originalmente, falado numa área muito maior do que a demarcada pelos atuais limites da reserva o'odham.

## Dialetos
A língua possui dois dialetos principais, divididos em alguns subdialetos:
- Tohono O'odham:
  - Chukuḍ Kuk;
  - Gigimai;
  - Huhhuʼula;
  - Huhuwoṣh;
  - Totogwuani.
- Akimel O'odham:
  - Eastern Gila;
  - Kohadk;
  - Salt River;
  - Western Gila.

Há ainda um terceiro dialeto, porém pouco estudado:
- Hia C-ed Oʼodham.

Os principais dialetos são Tohono O'odham e Akimel O'odham. É também entre os dialetos Tohono O'odham e Akimel O'odham que se encontram as maiores diferenças léxico e gramaticais; algumas dessas diferenças estão exemplificadas na tabela abaixo:
| Tohono O'odham | Akimel O'odham | Inglês                              | Português                                |
| -------------- | -------------- | ----------------------------------- | ---------------------------------------- |
| bihugig        | bihug[s]talig  | starvation, hunger                  | inanição, fome                           |
| kotva          | geg[h]io       | shoulder                            | ombro                                    |
| hevstalig      | heumtalig      | endurance to cold                   | resistência ao frio                      |
| keihina        | cu:dka         | ritual dance accompanied by singing | dança ritualística acompanhada por canto |

## Fonologia
Há fontes que citam o inventário fonético do o'odham com 26 fonemas, sendo 21 consonantais e 5 vocálicos. Contudo, um estudo mais recente aponta para 25 fonemas, sendo 20 consonantais e 5 vocálicos. Esse fonema consonantal que deixa de existir é o /d/, uma vez que os falantes costumam pronunciá-lo como /ɖ/. Porém, como o alfabeto oficial da língua inclui o /d/, então ele será tratado como existente.

### Consoantes
|              | Bilabial | Labiovelar | Dental | Alveolar | Pós-Alveolar | Retroflexo | Palatal | Velar | Glotal |
| ------------ | -------- | ---------- | ------ | -------- | ------------ | ---------- | ------- | ----- | ------ |
| Plosiva      | p b      |            |        | t d      |              | ɖ          |         | k ɡ   | ʔ      |
| Nasal        | m        |            |        | n        |              |            | ɲ       | ŋ     |        |
| Africada     |          |            |        |          | tʃ dʒ        |            |         |       |        |
| Flap Lateral |          |            |        | ɺ        |              |            |         |       |        |
| Fricativa    | (v)      |            | ð      | s        |              | ʂ          |         |       | h      |
| Aproximante  |          | w          |        |          |              |            | j       |       |        |

### Vogais
|         | Anterior | Central | Posterior |
| ------- | -------- | ------- | --------- |
| Fechada | ĭ i i:   | ɨ̆ ɨ ɨ:  | u u:      |
| Aberta  |          | ă a a:  | ɒ̆ ɒ ɒ:    |

### Ditongos
Há duas correntes principais que definem os ditongos do idioma:
Uma simplificada, que define a existência de quatro deles;
Uma mais complexa, que define a existência de doze deles, categorizando-os em leves (7 deles) e pesados (5 deles), com base na ocorrência em sílabas não tônicas.

#### Simplificada (Zepeda):
Em todos os ditongos, a segunda vogal é sempre /j/.
Quando duas vogais ocorrem juntas numa palavra Pápaga, o ditongo resultante pode produzir novos sons:
| Ditongo Pápago | Equivalente aproximado em português                                               |
| -------------- | --------------------------------------------------------------------------------- |
| /ai/           | "ai" como em "abaixar"                                                            |
| /ɨi/           | Não há equivalente em português. O /ɨ/ é um som intermediário entre o /i/ e o /u/ |
| /ɒi/           | Algo como "ói" em "dói"                                                           |
| /ui/           | "ui" como em "fui"                                                                |

#### Complexa (Miyashita):
Há dois tipos de ditongos: leves e pesados.
Todos os ditongos podem ocorrer em sílabas tônicas, contudo, apenas sete deles podem ocorrer fora de sílaba tônica. Àqueles que ocorrem fora de sílabas tônicas é dado o nome de leves e aos que ocorrem somente em sílabas tônicas, pesados. Há outras diferenças entre os ditongos leves e pesados, como a reduplicação (que será apresentada na seção de gramática).
Aparentemente, todo ditongo com /i/ é leve, e o restante é pesado.
| Ditongos Leves   | Pápago | Equivalente aproximado em português                                               |
| ---------------- | ------ | --------------------------------------------------------------------------------- |
| Ditongos Leves   | /ai/   | "ai" como em "abaixar"                                                            |
| Ditongos Leves   | /ia/   | Não há equivalente no português                                                   |
| Ditongos Leves   | /iɒ/   | Não há equivalente em português                                                   |
| Ditongos Leves   | /ɒi/   | Algo como "ói" em "dói"                                                           |
| Ditongos Leves   | /iu/   | "iu" como em "partiu"                                                             |
| Ditongos Leves   | /ɨi/   | Não há equivalente em português. O /ɨ/ é um som intermediário entre o /i/ e o /u/ |
| Ditongos Leves   | /ui/   | "ui" como em "fui"                                                                |
| Ditongos Pesados | /ɨa/   | Não há equivalente em português                                                   |
| Ditongos Pesados | /ɨɒ/   | Não há equivalente em português                                                   |
| Ditongos Pesados | /au/   | Algo como "au" em "cacau"                                                         |
| Ditongos Pesados | /ɒa/   | Não há equivalente em português                                                   |
| Ditongos Pesados | /ua/   | "ua" como em "quase"                                                              |

## Ortografia
A língua o'odham possui mais de um alfabeto. Contudo, o alfabeto criado no final da década de 1960 por Albert Alvarez e Kenneth Hale foi reconhecido como oficial pelos Pápagos em 1974 e, desde então, vem sendo utilizado nas escolas dentro e fora da reserva. O sistema utilizado no dicionário "Papago and Pima to English Dictionary" foi proposto por Dean e Lucille Saxton e é parecido com o sistema de Alvarez-Hale. Há também outros sistemas de escrita para o o'odham, como os sistemas de Mathiot e o sistema de Dolores e Mathiot, contudo, os alfabetos de Alvarez-Hale e Saxton et al. são os mais utilizados.
| Símbolos IPA | Alvarez- Hale | Saxton et al. |
| ------------ | ------------- | ------------- |
| /b/          | b             | b             |
| /tʃ/         | c             | ch            |
| /ð/          | d             | th            |
| /ɖ/          | ḍ             | d             |
| /ɡ/          | g             | g             |
| /h/          | h             | h             |
| /dʒ/         | j             | j             |
| /k/          | k             | k             |
| /ɺ/          | l             | l             |
| /m/          | m             | m             |
| /n/          | n             | n             |
| /ɲ/          | ñ             | n             |
| /ŋ/          | ŋ             | n             |
| /p/          | p             | p             |
| /s/          | s             | s             |
| /ʂ/          | ṣ             | sh            |
| /t/          | t             | t             |
| /v/          | w*            | w*            |
| /w/          | w             | w             |
| /j/          | y             | y             |
| /ʔ/          | '             | '             |

O uso do /v/ e /w/ depende do dialeto, uma vez que o Tohono O'odham usa o /w/, enquanto o Akimel O'odham usa o /v/.
| Símbolos IPA | Alvarez- Hale | Saxton et al. |
| ------------ | ------------- | ------------- |
| /a/          | a             | a             |
| /i/          | i             | i             |
| /ɨ/          | e             | e             |
| /ɒ/          | o             | o             |
| /u/          | u             | u             |

Além das vogais com tamanho padrão, o o'odham possui vogais curtas e longas, como a seguir:

#### Vogais curtas:
| Símbolos IPA | Alvarez- Hale | Saxton et al. |
| ------------ | ------------- | ------------- |
| /ă/          | ă             | —             |
| /ĭ/          | ĭ             | —             |
| /ɨ̆/          | ĕ             | —             |
| /ɒ̆/          | ŏ             | —             |

#### Vogais longas:
| Símbolos IPA | Alvarez- Hale | Saxton et al. |
| ------------ | ------------- | ------------- |
| /ā/          | a:            | ah            |
| /ī/          | i:            | ih            |
| /ɨ̄/          | e:            | eh            |
| /ɒ̄/          | o:            | oh            |
| /ū/          | u:            | uh            |

## Gramática
Tomando por base a gramática de Zepeda, a língua o'odham se estrutura da seguinte forma:

### Sufixos
O o'odham conta com uma série de sufixos, capazes de modificar, entre outras coisas, a classe gramatical da palavra.
Verbos podem receber quatro sufixos:
| Afixo | Função                                          |
| ----- | ----------------------------------------------- |
| -ad   | marca o futuro imperfeito                       |
| 'i    | marca o imperativo direcional                   |
| -iñ   | marca o imperativo                              |
| -kuḍ  | transforma verbos em substantivos instrumentais |

Substantivos podem receber três sufixos:
| Sufixo | Função                                                   |
| ------ | -------------------------------------------------------- |
| -ga    | marcador de posse para substantivos possuídos alienáveis |
| -mad   | transforma substantivos em verbos                        |
| -pig   | transforma substantivos em verbos                        |

O sufixo -mad tem o sentido de "fazendo algo com um substantivo (essencialmente, o que alguém faria caracteristicamente com o substantivo)". Nem sempre, é possível adicioná-lo, pois há verbos que já existem.
Exemplos:
| Palavra (o'odham) | Significado | Palavra (o'odham) + -mad | Significado                          |
| ----------------- | ----------- | ------------------------ | ------------------------------------ |
| 'asugal           | açúcar      | 'asugalmad               | adicionando açúcar a (adoçando)      |
| jeweḍ             | terra       | jeweḍmad                 | adicionando sujeira a (ficando sujo) |

O sufixo -pig tem o sentido de "removendo". Além de ser adicionado a um pronome, ele também pode ser adicionado a uma parte de um pronome para gerar um verbo, relacionado com o pronome original. Quando adicionado a um verbo, a tradução indica o método de remoção.
Exemplos:
| Palavra (o'odham) | Significado | Palavra (o'odham) + -pig | Significado                                  |
| ----------------- | ----------- | ------------------------ | -------------------------------------------- |
| 'on               | sal         | 'onpig                   | removendo sal                                |
| celkon            | raspagem    | celpig                   | raspando (tirando raspas) - forma de remover |

Verbos criados pela adição do sufixo -pig formam o perfectivo eliminando a consoante final da forma imperfeita e encurtando o "i" que fica no final da palavra.
Exemplo:
| Palavra (o'odham) | Significado | Palavra (o'odham) + -pig | Significado   | Palavra (o'odham) + pĭ | Significado  |
| ----------------- | ----------- | ------------------------ | ------------- | ---------------------- | ------------ |
| 'on               | sal         | 'onpig                   | removendo sal | onpĭ                   | sal removido |

### Pronomes
Na língua o'odham, há uma série de pronomes:

#### Pronomes pessoais
São pronomes que exercem a função de sujeito. Variam em pessoa e número:
| Pessoa | Singular | Plural |
| ------ | -------- | ------ |
| 1°     | 'a:ñi    | 'a:cim |
| 2°     | 'a:pi    | 'a:pim |
| 3°     | hegai    | hegam  |

#### Pronomes oblíquos
São pronomes que exercem a função de objeto. Variam em pessoa e número. São os mesmos que os pronomes pessoais, contudo, eles exigem prefixos no verbo. Os prefixos não omitem o pronome e aparecem mesmo que não haja pronome, como por exemplo, quando o objeto é um substantivo.
| Pessoa | Singular | Plural |
| ------ | -------- | ------ |
| 1°     | ñ-       | t-     |
| 2°     | m-       | 'em-   |
| 3°     | —        | ha-    |

E há também os pronomes oblíquos que possuem função de objeto indireto. São prefixais e ocorrem no verbo ou na palavra wehejed (preposição que é traduzida como "para").
| Pessoa | Singular | Plural |
| ------ | -------- | ------ |
| 1°     | ñ-       | t-     |
| 2°     | m-       | 'em-   |
| 3°     | —        | ha-    |

O marcador de objeto direto no plural ha- não é escrito em orações nas quais o objeto indireto ocupa a posição desse marcador (quando a preposição for implícita). Quando a preposição vier explícita (wehejed), ele ocorre naturalmente, já que o objeto indireto pode se ligar à palavra wehejed ao invés de ao verbo.
Exemplo:
1. Mali:ya 'o ha-wapkon g mamgina 'em-we:hejeḍ.
Maria aux. prefixo.objeto.direto-lavando artigo carros objeto.indireto-preposição.
2. 'Em-we:hejeḍ 'o ha-wapkon g mamgina g Mali:ya.
obj.indireto-preposição aux. prefixo.objeto.direto-lavando artigo carros artigo Maria.

Maria está/estava lavando carros para você.

#### Pronomes reflexivos
São marcados por prefixo no verbo, da seguinte forma:
| Pessoa | Singular | Plural |
| ------ | -------- | ------ |
| 1°     | ñ-       | t-     |
| 2°     | 'e-      | 'e-    |
| 3°     | 'e-      | 'e-    |

O prefixo reflexivo concorda com o sujeito da oração.
Exemplo:
1. ''A:ñi 'añ ñ-gegosid.
pronome.pessoal.1ª.pessoa.singular aux. pronome.reflexivo-alimentando.
2. 'Ñ-gegosid 'añ.
pronome.reflexivo-alimentando aux. (sujeito oculto).

Eu estou/estava comendo (no sentido literal, "Eu estou me alimentando").

#### Pronomes possessivos
São marcados por afixo no substantivo ou pronome, da seguinte forma:
| Pessoa | Singular | Plural |
| ------ | -------- | ------ |
| 1°     | ñ-       | t      |
| 2°     | m-       | 'em-   |
| 3°     | -ij, -j  | ha-    |

A diferença entre -ij e -i é que o primeiro ocorre após consoantes e o segundo, após vogais.
Ao utilizar o pronome possessivo, substantivos alienáveis requerem a adição do sufixo -ga, enquanto substantivos não alienáveis não.
Exemplos:
1. Ñ-mi:stolga.
pronome.possessivo.1ª.pessoa.singular-gato-sufixo.ga
Meu gato.
2. Maḍij.
criança-pronome.possessivo.3ª.pessoa.singular.
A criança dela.

### Auxiliar imperfeito
Todas as orações na língua o'odham possuem um auxiliar. Esse auxiliar é uma palavra que indica que a oração está no imperfectivo. A forma do auxiliar é diferente quando o pronome é diferente. O auxiliar também pode omitir o pronome.
As formas do auxiliar são as listadas abaixo:
| Pessoa | Singular | Singular | Plural  | Plural   |
| Pessoa | Pronome  | Auxiliar | Pronome | Auxiliar |
| ------ | -------- | -------- | ------- | -------- |
| 1°     | 'a:ñi    | 'añ      | 'a:cim  | 'ac      |
| 2°     | 'a:pi    | 'ap      | 'a:pim  | 'am      |
| 3°     | hegai    | 'o       | hegam   | 'o       |

Quando o auxiliar se funde ao advérbio n-, surge o seguinte:
| Pessoa | Singular | Singular | Singular        | Plural   | Plural   | Plural          |
| Pessoa | Advérbio | Auxiliar | Forma combinada | Advérbio | Auxiliar | Forma combinada |
| ------ | -------- | -------- | --------------- | -------- | -------- | --------------- |
| 1°     | n        | 'añ      | nañ             | n        | 'ac      | nac             |
| 2°     | n        | 'ap      | nap             | n        | 'am      | nam             |
| 3°     | n        | 'o       | no              | n        | 'o       | no              |

### Substantivos
Os substantivos podem fazer o papel de sujeito ou objeto de uma oração. No o'odham, eles variam em classe (alienável ou não alienável) e em número (singular ou plural).
A forma mais simples de formação de plurais no o'odham é por reduplicação:
A primeira consoante e vogal ou apenas a vogal inicial é repetida. Assim, por exemplo, gogs (cachorro) vira gogogs (cachorros) no plural. Contudo, há muitas outros processos de formação de plurais, extremamente complexos e ainda não completamente compreendidos.

### Artigos
Há um artigo no o'odham: g. Ele pode assumir caráter de artigo definido ou indefinido.
Normalmente, substantivos são precedidos pelo artigo g, contudo, nunca no início de uma frase.
Se um artigo se refere a dois substantivos unidos por conjunção, o artigo não é repetido antes do segundo substantivo.

### Advérbios
No o'odham, os advérbios ocorrem junto do auxiliar. Existem algumas classificações de advérbios:

#### Negação
Representado pelo pi, torna uma oração negativa.

#### Interrogação
Representado pelo n- ligado ao auxiliar, ocorre sempre no início de uma frase.

#### Modo
É possível citar:
| Advérbio   | Tradução       |
| ---------- | -------------- |
| s-ba:bigĭ  | lentamente     |
| s-hottam   | rapidamente    |
| s-kaidam   | ruidosamente   |
| hehemakodc | um por um      |
| he:pidam   | frio/friamente |

#### Tempo
É possível citar:
| Advérbio    | Tradução                                    |
| ----------- | ------------------------------------------- |
| tako        | ontem                                       |
| hemu        | agora/brevemente/recentemente               |
| huḑunk      | no crepúsculo (pôr do sol)                  |
| si'alim     | amanhã                                      |
| hu'u ceşadk | alvorada (quando a estrela da manhã nascer) |

#### Lugar
É possível citar:
| Advérbio          | Tradução       |
| ----------------- | -------------- |
| heb[a]ijiḑ/ba:jiḑ | de algum lugar |
| hemakojiḑ         | de/em um lado  |

#### Intensidade
É possivel citar:
| Advérbio | Tradução         |
| -------- | ---------------- |
| ba'ic 'i | "depois de"/mais |

### Conjunções
As conjunções podem unir substantivos ou orações.

#### Substantivos
A conjunção que une dois substantivos é o c, que equivale ao e, no português. Para alguns falantes de o'odham, c é pronunciado como ke quando precedendo uma palavra que termina em vogal.
É posto entre os dois substantivos que devem ser unidos.
Substantivos unidos por conjunções são tratados como substantivos no plural e recebem o auxiliar no plural.

#### Orações
Quando unindo duas orações por conjunção, a segunda oração é trocada:
O auxiliar da segunda oração é colocado no começo da segunda oração e perde sua vogal.
Exemplo:
A mulher está/estava trabalhando. + Eu estou/estava dormindo.
1. 'Uwĭ 'o cipkan. + 'A:ni 'añ ko:ṣ.
2. 'Uwĭ 'o cipkan + 'añ 'a:m ko:ṣ. (o auxiliar é posto no começo da segunda oração).
3. 'Uwĭ 'o cipkan ñ 'a:m ko:ṣ. (o auxiliar perde sua vogal).

Se o auxiliar da segunda oração for o 'o, ele é substituído por k.
Assim, podemos definir os auxiliares unidos com conjunções da seguinte forma:
| Pessoa | Singular | Plural |
| ------ | -------- | ------ |
| 1°     | ñ        | c      |
| 2°     | p        | m      |
| 3°     | k        | k      |

### Verbos
No o'odham, todos os verbos necessitam de um auxiliar. Os verbos concordam com o sujeito (em orações intransitivas) ou com o objeto (em orações transitivas). O verbo pode variar em pessoa, tempo, número e modo.
Assim como os substantivos, alguns verbos tem o plural formado por reduplicação (que ocorre de forma parecida com a reduplicação dos substantivos). Contudo, a pessoa, o tempo e o modo costumam ser representados por prefixos e afixos, incorporados ao verbo ou ao auxiliar.
Exemplos de verbos formados por reduplicação:
| Singular | Plural | Tradução |
| -------- | ------ | -------- |
| him      | hihim  | andando  |
| hi:nk    | hihink | latindo  |
| ko:ṣ     | ko:kṣ  | dormindo |

Exemplos de verbos não formados por reduplicação:
| Singular | Plural | Tradução                                          |
| -------- | ------ | ------------------------------------------------- |
| ki       | ki     | vivendo                                           |
| wakon    | wapkon | lavando                                           |
| 'elid    | 'elid  | pensando (no singular, o verbo fica no reflexivo) |

### Orações
Há uma regra principal para a construção de orações na língua o'odham:
O auxiliar fica na segunda posição.
A língua o'odham possui uma série de tipos de orações:

#### Oração intransitiva simples
Exemplos:
1. 'I:da 'o'odham 'o ñeok.
Esta pessoa está/estava falando.
2. Hegai 'uwĭ 'o cipkan.
Essa mulher está/estava trabalhando.

A ordem da oração pode assumir as seguintes formas:
Sujeito + Aux. + Verbo;
Verbo + Aux. + Sujeito.

#### Oração intransitiva negativa
Exemplos:
1. 'I:da 'o'odham 'o pi ñeok.
Essa pessoa não está/estava falando.
2. Hegai'uwĭ 'o pi cipkan.
Essa mulher não está/estava trabalhando.

Em orações negativas, o verbo não pode ocorrer no começo da oração.
O advérbio de negação (pi) pode ocorrer tanto depois quanto antes do verbo, contudo, como o auxiliar fica na segunda posição da oração, então se a partícula pi precede o auxiliar, então ela começa a frase.
Portanto há quatro formas que esse tipo de oração pode assumir:
Sujeito + Aux + pi + Verbo;
Verbo + Aux + pi + Sujeito;
Pi + Aux + Sujeito + Verbo;
Pi + Aux + Verbo + Sujeito.

#### Oração intransitiva interrogativa
Exemplos:
1. No g mi:stol ko:s?
No ko:s g mi:stol?
O gato está/estava dormindo?
2. No g gogogs hihink?
No hihink g gogogs?
O cachorro está/estava latindo?

Consiste na oração intransitiva simples acrescida do advérbio de interrogação n-, o qual sempre inicia a frase e se funde ao auxiliar.

#### Resposta simples
Exemplo:
1. No g 'ali şoak?
A criança está/estava chorando?

Resposta:
1. Heu'u.
Sim.
2. Pi'a.
Não.

Consiste em responder, brevemente, "sim" ou "não".

#### Resposta completa
Exemplo:
1. No g 'ali şoak?
A criança está/estava chorando?

Resposta:
1. Heu'u, şoak 'o g 'ali.
Sim, a criança está/estava chorando.
2. Pi'a, pi 'o şoak g 'ali
Não, a criança não está/estava chorando.

Consiste em responder "sim" ou "não" e detalhar a resposta.

#### Oração transitiva simples
É a oração em que o verbo é transitivo direto.
Apresenta-se nas formas:
Verbo + Aux + Sujeito + Objeto direto,
e variados, com o auxiliar sendo a segunda palavra.
Nesse tipo de oração, o número do auxiliar é dito pelo número do sujeito, enquanto o número do verbo é dito pelo número do objeto.

#### Oração transitiva indireta
É a oração em que o verbo é transitivo indireto ou direto-indireto.
Segue as mesmas regras da oração transitiva simples, contudo, o número do verbo é dito pelo objeto direto (se houver).
Apresenta-se nas formas:
Sujeito + Aux + Verbo + Objeto direto + Objeto indireto + wehejeḍ (para);
Sujeito + Aux + Verbo + Objeto indireto + wehejeḍ (para).
e variados, mas com o auxiliar sendo a segunda palavra.
No o'odham, a preposição equivalente a "para" é escrita, contudo, uma preposição equivalente a "a" é subentendida e não é escrita, ou seja, se a preposição for "a", a frase fica:
Sujeito + Aux + Verbo + Objeto direto + Objeto indireto;
Sujeito + Aux + Verbo + Objeto indireto.
e variados, mas com o auxiliar sendo a segunda palavra.

#### Oração reflexiva ou recíproca
É a oração em que o sujeito também faz papel de objeto.
É construída da seguinte forma:
Sujeito + Aux + (Verbo + Reflexivo/recíproco).
O reflexivo/recíproco é indicado pelo pronome reflexivo, que aparece como prefixo no verbo.

## Vocabulário

### Numeração
A língua o'odham utiliza o sistema decimal para os numerais.
São eles:
| Pápago   | Pima     | Português |
| -------- | -------- | --------- |
| —        | pi haicu | zero      |
| hemako   | hemako   | um        |
| go:k     | go:k     | dois      |
| waik     | vaik     | três      |
| gi'ik    | gi'ik    | quatro    |
| hetasp   | hetasp   | cinco     |
| cu:dp    | cudp     | seis      |
| wewa'ak  | vevkam   | sete      |
| gigi'ik  | gigi'ik  | oito      |
| humuk    | hemuckam | nove      |
| westma:n | vestma:m | dez       |

Para números maiores do que dez, adiciona-se os seguinte prefixos:
| Pápago     | Pima  | Uso                     | Outros significados |
| ---------- | ----- | ----------------------- | ------------------- |
| gamai-     | —     | primeira dezena (11-19) | —                   |
| gokko-     | —     | segunda dezena (20-29)  | duas vezes          |
| waikko-    | —     | terceira dezena (30-39) | três vezes          |
| gi'ikko-   | —     | quarta dezena (40-49)   | quatro vezes        |
| hetaspo-   | —     | quinta dezena (50-59)   | cinco vezes         |
| cu:dpo-    | —     | sexta dezena (60-69)    | seis vezes          |
| wewa'akko- | —     | sétima dezena (70-79)   | sete vezes          |
| gigi'ikko- | —     | oitava dezena (80-89)   | oito vezes          |
| humukko-   | —     | nona dezena (90-99)     | nove vezes          |
| siant      | siant | cem (centena)           | —                   |
| mi:l       | mil   | mil (milhar)            | —                   |
| miyon      | miyon | milhão                  | —                   |

Exemplos:
| Pápago                                    | Português                                   |
| ----------------------------------------- | ------------------------------------------- |
| Wewa'akko-wewa'ak                         | Setenta e sete                              |
| Waik-siant cu:dpo-gi'ik                   | Trezentos e sessenta e quatro               |
| Gokko-waik-mi:l hetasp-siant waikko-cu:dp | Vinte e três mil quinhentos e trinta e seis |

### Dias da semana
| Pima         | Português     |
| ------------ | ------------- |
| hemako momik | uma semana    |
| lunas        | segunda-feira |
| go:k taṣ     | terça-feira   |
| vaik taṣ     | quarta-feira  |
| gi’ik taṣ    | quinta-feira  |
| vialas       | sexta-feira   |
| ṣavai        | sábado        |
| domik        | domingo       |

### Cores
| Pima       | Português |
| ---------- | --------- |
| svegĭ      | vermelho  |
| svegium    | rosa      |
| soam       | marrom    |
| soam       | amarelo   |
| soam       | laranja   |
| scedagĭ    | verde     |
| scedagĭ    | azul      |
| sibhaimagĭ | roxo      |
| scuk       | preto     |
| stoa       | branco    |
| skomagĭ    | cinza     |

### Emoções e Ações
| Pima    | Português |
| ------- | --------- |
| sekik   | feliz     |
| ṣoikcud | triste    |
| ṣoak    | chorando  |
| heʼhem  | rindo     |
| bagat   | irritado  |
| neʼe    | cantando  |
| meḍ     | correndo  |
| vaila   | dançando  |
| iʼihok  | tossindo  |
| mumko   | doente    |
| tac'cu  | querer    |
| piac    | ausente   |

### Natureza
| Pima        | Português                 |
| ----------- | ------------------------- |
| taṣ         | sol                       |
| maṣad       | lua                       |
| hu’u        | estrela                   |
| da:m ka:cim | céu                       |
| sialik      | manhã                     |
| da:m ju:k   | meio dia                  |
| imui’i ju:k | tarde                     |
| taṣ Hudoñig | pôr do sol                |
| hudonk      | tarde/noite (anoitecendo) |
| cu'hug      | noite                     |
| cevagĭ      | nuvem                     |
| hevel       | vento                     |
| sivlikĭ     | furacão                   |
| jegos       | tempestade de areia       |
| ju:kĭ       | chuva                     |
| kiohoḍ      | arco-íris                 |
| tatañik     | trovão                    |
| wihom       | raio                      |
| jeveḍ       | terra/Terra               |
| hodai       | pedra                     |
| do'ag       | montanha                  |
| o’oḍ        | areia                     |
| akimel      | rio                       |

### Direções
| Pima  | Português |
| ----- | --------- |
| da:m  | norte     |
| kuiva | oeste     |
| veco  | sul       |
| tai'i | leste     |

## Menções
A língua "o'odham" foi assunto de um problema da North American Computational Linguistics Olympiad [en] (NACLO) de 2011,  abordando a ordem das palavras e partículas, concordância entre o auxiliar e o sujeito, plural de substantivos, verbos com sujeitos no plural e verbos com objetos no plural.